# دوبروفسكي (فلم)
دوبروفسكي ( (الروسية: Дубровский) هو فيلم درامي سوفيتي صدر في عام 1936 من إخراج ألكسندر إيفانوفسكي.    

## القصة
الفيلم مأخوذ عن رواية دوبروفكسي نشرت عام 1841 للكاتب ألكسندر بوشكين، نشرت بعد وفاته.

## بطولة
- بوريس ليفانوف في دور فلاديمير دوبروفسكي
- نيكولاي موناخوف في دور كيريل بتروفيتش ترويكوروف
- غالينا غريغوريفا في دور ماريا كيريلوفنا ترويكوروفا
- فلاديمير غاردين في دور الأمير فيريسكي
- ميخائيل تارخانوف في دور سبيتسين
- بافيل فولكوف في دور أرخيب
- ستيبان كايوكوف في دور العقيد
- كونستانتين سوروكين في دور باراموشكا
- يوسف سامارين إلسكي في دور والد دوبروفسكي [5]

## روابط خارجية
- دوبروفسكي  في قاعدة بيانات الأفلام على الإنترنت (بالإنجليزية)